# 桑原智
桑原智（日语：／ Kuwabara Satoshi，1964年—），日本男性動畫演出家、動畫導演。數位好萊塢大學客座副教授。

## 概要
桑原智加入手塚製作公司擔任製作擔當。加入公司大約半年後，他遇到了動畫導演出崎統，當時受到了各種嚴格的指導。桑原自己回憶說「當我第一次執導時，他非常生氣」，並表達了他對出崎的尊重，說「我認為他是最好的導演」。
他稱自己為「黑暗的人」。不過，也因為如此，他也表示「我喜歡描繪人的內心世界，描繪精神世界，我認為我很擅長這一點」。

## 參加作品

### 電視動畫
1992年
- 青澀花園（製作進行）

1994年
- 幸運超人（—1995年，製作進行）

1996年
- 水色時代（分鏡、演出）

1997年
- 手塚治虫的舊約聖書物語（日语：手塚治虫の旧約聖書物語）（演出助手）

1999年
- 危險調查員（分鏡、演出）
- 白鯨傳說（日语：白鯨伝説）（演出）
- 新·浮士德（日语：ネオ・ファウスト）（演出）

2000年
- 名偵探柯南（演出）
- 手塚治虫消失了!? 20世紀最後的怪事件（日语：手塚治虫が消えた!? 20世紀最後の怪事件）（導演、編劇）

2003年
- 原子小金剛 (2003年版)（—2004年，分鏡、演出）

2004年
- 火鳥（分鏡、演出）
- 怪醫黑傑克（—2006年，首席導演、劇本、分鏡、演出）

2006年
- 怪醫黑傑克21（劇本、分鏡、演出）

2008年
- SCARECROWMAN（日语：スケアクロウマン）（分鏡、演出）
- 魔法禁書目錄（分鏡）

2009年
- 黑神 the animation（分鏡）
- 森林大帝 -勇氣能改變未來-（分鏡）
- 源氏物語千年紀 Genji（助理導演、演出）
- 夢色蛋糕師（分鏡）
- 咕咕媽媽（日语：コケッコーさん）（—2010年，分鏡）

2010年
- 逆轉監督（分鏡）
- 料理偶像（分鏡）
- 荒川爆笑團（分鏡）
- 爆丸2大爆破（—2012年，分鏡）

2011年
- 遊☆戲☆王ZEXAL（—2012年，導演、分鏡）

2012年
- 遊☆戲☆王ZEXAL II（—2014年，導演、分鏡）

2017年
- 原子小金剛 起始（分鏡、演出）

2018年
- 粗點心戰爭2（導演、分鏡、OP分鏡[4]）

2019年
- 五等分的新娘（導演、分鏡、演出、OP分鏡[5]）
- 多羅羅 (2019年版)（分鏡）

2020年
- 安達與島村（導演[6]、分鏡）

2021年
- 異世界魔王與召喚少女的奴隸魔術Ω（導演[7]、分鏡）
- 女朋友 and 女朋友（導演[8]、分鏡）

2022年
- 魔法使黎明期（導演[9]、劇本統籌[9]、分鏡）
- 家裡蹲的日常（日语：まめきちまめこニートの日常）（導演[10]、劇本統籌[10]、分鏡）

2023年
- 女神咖啡廳（導演[11]、分鏡）
- 地下忍者（導演、分鏡）

### 電影動畫
1997年
- 劇場版 森林大帝（分鏡、演出）

2003年
- 原子小金剛特別篇 原子小金剛誕生的秘密（演出）
- 原子小金剛特別篇 伊娃的星球 ～機器人與人類的友誼～（演出）

2004年
- 原子小金剛特別篇 閃亮的地球 ～你是藍色的，美麗的…～（演出）

2005年
- Dr.皮諾可的森林的冒險（導演、演出）

2016年
- 遊☆戲☆王：次元的黑暗面（導演、編劇、分鏡）

### OVA
1993年
- 怪醫黑傑克（—2011年，總導演（僅KARTE 11）、分鏡、演出）

1998年
- 骷髏13 “QUEEN BEE”（演出）

### 網路動畫
2006年
- 幕末機關說（—2007年，分鏡）

## 相關項目
- 日本動畫師列表（日语：アニメ関係者一覧）